# Lilla Melodifestivalen 2013
El Lilla Melodifestivalen 2013 fue la décima edición de la versión infantil del Melodifestivalen sueco. Se celebró el 6 de junio de 2013 en Estocolmo y fue presentado por Kim Ohlsson. Elias Elffors Elfström que ganó esta edición del Lilla Melodifestivalen, representó a Suecia en el Festival de la Canción de Eurovisión Junior 2013 que se celebró en Kiev (Ucrania) el 30 de noviembre de 2013.

## Participantes
La Unión Europea de Radiodifusión (UER) establece una serie de normas para participar en el Festival de la Canción de Eurovisión Junior 2013, entre ellas tener entre 10 y 15 años. Pero la cadena sueca SVT, establece que los participantes del Lilla Melodifestivalen no deben ser menores de 12 años ni mayores de 16 años. En abril se empezaron a hacer audiciones en Estocolmo y en mayo, se determinaron los 8 participantes que participaron en este concurso.
| Ciudad      | Título original de la canción | Artista                |
| Ciudad      | Traducción al español         | Idiomas                |
| ----------- | ----------------------------- | ---------------------- |
| Västerås    | "För alltid"                  | Tilda Anvemyr          |
| Västerås    | Siempre                       | Sueco                  |
| Gotemburgo  | "Nivå från topp till tå"      | Rami Style             |
| Gotemburgo  | Nivel de los pies a la cabeza | Sueco                  |
| Skellefteå  | "Jag är en ros"               | Klara Sundin           |
| Skellefteå  | Soy una rosa                  | Sueco                  |
| Estocolmo   | "Det är dit vi ska"           | Elias Elffors Elfström |
| Estocolmo   | Ahí es donde vamos            | Sueco                  |
| Gotemburgo  | "Var dej själv!"              | Mimi & Märta           |
| Gotemburgo  | ¡Se tú mismo!                 | Sueco                  |
| Helsingborg | "Kämpa"                       | Mazen Awad             |
| Helsingborg | Lucha                         | Sueco                  |
| Vimmerby    | "Lycka"                       | Mathilda Lindström     |
| Vimmerby    | Felicidad                     | Sueco                  |
| Sigtuna     | "För alltid och en dag"       | Vilhelm Buchaus        |
| Sigtuna     | Siempre y un día              | Sueco                  |

## Resultados
| N° | País   | Intérprete(s)          | Canción                | Lugar | Pts |
| -- | ------ | ---------------------- | ---------------------- | ----- | --- |
| 1  | Suecia | Mazen Awad             | Kämpa                  |       |     |
| 2  | Suecia | Mimi & Märta           | Var dej själv!         |       |     |
| 3  | Suecia | Tilda Anvemyr          | För alltid             |       |     |
| 4  | Suecia | Rami Style             | Nivå från topp till tå |       |     |
| 5  | Suecia | Vilhelm Buchaus        | För alltid och en dag  |       |     |
| 6  | Suecia | Elias Elffors Elfström | Det är dit vi ska      | 1     | -   |
| 7  | Suecia | Klara Sundin           | Jag är en ros          |       |     |
| 8  | Suecia | Mathilda Lindström     | Lycka                  |       |     |

Elias Elffors Elfström, nacido el 5 de junio de 2000 y originario de Estocolmo, resultó seleccionado para el concurso Eurovisión Junior 2013. Interpretó la misma canción con la que había resultado elegido en el Lilla Melodifestivalen, titulada Det är dit vi ska (Allí es donde vamos en español). Quedó en novena posición con 46 puntos de un total de doce participantes. La ganadora de la edición fue la maltesa Gaia Gauchi.